# Paulo Robert Gonzaga
Paulo Robert Gonzaga (Blumenau, 26 januari 1989) is een Braziliaans voormalig voetballer die als middenvelder speelde.

## Carrière
Paulinho begon zijn carrière in 2008 bij Grêmio en speelde tussen 2009 en 2010 voor CR Vasco da Gama. Hij tekende in 2010 bij Tochigi SC in de J2 League. Hij speelde 91 wedstrijden in de J2 League waarin hij 4 doelpunten maakte. Hij tekende in 2014 bij Kawasaki Frontale in de J1 League en speelde tussen 2015 en 2016 voor JEF United Chiba en Shonan Bellmare. Hij tekende in de zomer van 2016 bij Matsumoto Yamaga FC in de J2 League. Met deze club werd hij in 2018 kampioen van de J2 League en promoveerde de club naar de J1 League. Paulinho speelde tussen 2020 en 2021 voor Fagiano Okayama. In 2022 keerde hij terug bij Matsumoto Yamaga FC.